# Kroktjärnen (Råneå socken, Norrbotten, 735933-175875)
Kroktjärnen är en sjö i Bodens kommun i Norrbotten och ingår i Råneälvens huvudavrinningsområde.